# Diplocentria hiberna
Diplocentria hiberna là một loài nhện trong họ Linyphiidae.
Loài này thuộc chi Diplocentria. Diplocentria hiberna được Barrows miêu tả năm 1945.